# 8535 Pellesvanslös
A 8535 Pellesvanslös (ideiglenes jelöléssel 1993 FH22) a Naprendszer kisbolygóövében található aszteroida. Claes-Ingvar Lagerkvist fedezte fel 1993. március 21-én.